# Kamp Waes
Kamp Waes is een televisieprogramma op de Vlaamse televisiezender VRT 1 geproduceerd door het productiebedrijf De Mensen. Het programma wordt gepresenteerd door Tom Waes. Seizoen 1 liep van 8 december 2019 tot 9 februari 2020. Seizoen 2 start op 14 januari 2024.

## Concept
In Kamp Waes worden vijftien Vlamingen, geselecteerd uit meer dan vijfduizend inschrijvingen, acht dagen lang uitgedaagd door de Special Forces Group, een elite-eenheid binnen het Belgische leger.

## Overzicht
| Seizoenen | Aantal afl. | Startdatum      | Einddatum       | Uitzenddag |
| --------- | ----------- | --------------- | --------------- | ---------- |
| Seizoen 1 | 9           | 8 december 2019 | 9 februari 2020 | Zondag     |
| Seizoen 2 | 8           | 14 januari 2024 | 3 maart 2024    | Zondag     |

## Seizoen 1
De selectie van de kandidaten was volledig in handen van productiehuis De Mensen. Het verdere verloop van de opdrachten werd bepaald door de Special Forces, waarbij de rol van Tom Waes en het productiehuis zich louter beperkte tot observeren en registreren.

### De selectie
Op 11 januari 2019 deed Tom Waes een oproep om kandidaten te vinden die in de zomer van 2019 een opleiding willen volgen bij de Special Forces van het Belgisch leger. Meer dan 5000 kandidaten schreven zich in, waaruit een selectie van 50 mannen en vrouwen gemaakt werd.  Die werden uitvoerig medisch gecheckt en wie fysiek niet 100% was viel onmiddellijk af.  Uiteindelijk bleven er 15 kandidaten over die zouden deelnemen aan Kamp Waes.

### Fase 1: De ruwe schifting
Bij de Special Forces wist men niet op voorhand wie er geselecteerd was. In de eerste fase van Kamp Waes werd er daarom nagegaan of de kandidaten de loodzware training wel zouden aankunnen.
Kamp Waes startte met een aantal zware fysieke proeven op het militair domein in Heverlee, zoals de Bergham Run, de standaardproef bij de Special Forces waarbij de kandidaten een afstand van 8 kilometer moeten afleggen binnen 50 minuten met een rugzak van 20 kg.  Verder stonden er ook nog een krachtparcours en een oriëntatieloop op het programma.

### Fase 2: De reality check
Na een eerste grondige schifting verhuist Kamp Waes naar het militair oefenterrein in Elsenborn en beginnen de kandidaten aan de tweede fase, waarbij ze kennis maken met de militaire wereld.
Kaartlezen is daarbij een essentiele vaardigheid: bij een individuele landnavigatie bij nacht moeten de kandidaten na een nachtelijke dropping in het donker hun weg naar het kamp terugvinden zonder wegen te gebruiken.  Daarna volgt een verkorte militaire opleiding met onder andere wapentraining en brancardoefeningen.  De kandidaten worden ook voor het eerst geconfronteerd met de 'poids morals': wie een opdracht niet goed uitvoert krijgt extra gewicht in zijn rugzak. De laatste opdracht in deze fase is een van de meest gevreesde proeven van de Special Forces training: De Milling, een agressietest waar de kandidaten drie minuten moeten standhouden tegen een getrainde vechter.

### Fase 3: Fysieke uitputting
In de derde fase wordt het doorzettingsvermogen getest.  De kandidaten zijn ondertussen fysiek uitgeput en ze hebben bovendien nog maar enkele uren geslapen sinds het begin van Kamp Waes.
De kandidaten krijgen een zwaar trainingsschema voorgeschoteld.  Dat begint met een bosloop, een zwemproef en een durfsprong in het meer van Gileppe.  Die laatste proef is tevens ook een 'go-nogo'-proef: voor wie de sprong niet uitvoert eindigt Kamp Waes onmiddellijk.  Ook bij de volgende opdrachten krijgen de kandidaten geen moment rust. Zo is er opnieuw een nachtdropping, waarbij de kandidaten deze keer uit de greep van de Special Forces moeten proberen te blijven.  Zonder enige slaap volgt daarop 's ochtends een observatieoefening, gevolgd door driloefeningen, die extra zwaar zijn voor die kandidaten die nog steeds 'poids morals' meezeulen.  Fase 3 wordt afgesloten met de Devil Run, een karaktertest waar de kandidaten op een loop worden gestuurd waar ze voortdurend zware objecten tegenkomen die ze moeten meenemen.

### Fase 4: Tactiek
Na de fysieke proeven in de vorige fases is het in fase 4 nu aan de kandidaten om te bewijzen dat ze snel kunnen leren, plannen, improviseren en in team werken.  Er staan 2 missies op het programma: een verkenningsopdracht en een observatiemissie.  Na de eerste missie volgt een grondige evaluatie.  Bij de tweede missie worden de minder presterende kandidaten extra onder druk gezet om na te gaan of ze zich kunnen herpakken.

### Fase 5: De gijzeling
De kandidaten ondervinden wat het is om gevangengenomen te worden.  In een 12 uur durende uithoudingstest worden ze door een professioneel team van ondervragers ontvoerd en hard aangepakt om te leren omgaan met dit soort situaties.  Deze proef werd opzettelijk tot het einde gehouden zodat de kandidaten helemaal afgemat in de ondervragingssituatie zouden terechtkomen.

### Fase 6: Direct Action
In de allerlaatste proef moeten de kandidaten alles wat ze de voorbije week hebben geleerd in de praktijk brengen. De missie brengt hen in een chaotische gevechtssituatie, waar ze moeten bewijzen dat ze in een echt team van Special Forces het tempo kunnen volgen.

### Kandidaten
| Naam                | Leeftijd | Beroep                              | Extra info                                | # Afl. |
| ------------------- | -------- | ----------------------------------- | ----------------------------------------- | ------ |
| Aaron Vanneste      | 30       |                                     | Uitbater avonturenpark                    | 8      |
| Bruce Van den Haute | 19       | Student Industrieel Ingenieur       | Scout                                     | 1      |
| David Verreth       | 44       | Sales Manager                       | Ironmanloper                              | 8*     |
| Davide Barile       | 33       | Sales Manager                       | Bootcampcoach                             | 1      |
| Debbie Verstraeten  | 36       | Uitbaatster CrossFitzaak            | Triatlete, Belgisch kampioene duatlon     | 8*     |
| Feike Welter        | 27       | Sportkinesiste                      | CrossFitcoach                             | 1      |
| Joni Ceusters       | 22       | Student Industrieel Ingenieur       | Reddend zwemmer                           | 8*     |
| Lotte Claes         | 26       | Spoedverpleegkundige                | Belgisch kampioene duatlon                | 3      |
| Maarten Joris       | 39       | Brandweerman                        | Duiker, triatleet                         | 3      |
| Matthieu Bonne      | 25       | Zwembadredder                       | Kanaalzwemmer, bergbeklimmer, ultraloper  | 6      |
| Ousmane (Ouzy)      | 39       | Medewerker elektriciteitscentrale   | Vrijwillig brandweerman, obstacle runner  | 4      |
| Riet Vanfleteren    | 28       | Kinesiste & universitair assistente | Belgisch kampioene op de 800 meter        | 1      |
| Thomas Ilias        | 29       | Havenmedewerker                     | rugbyspeler                               | 1      |
| Xander Denys        | 28       | Projectleider textielbedrijf        | MMA'er, 47ste in Marathon des Sables 2013 | 8*     |
| Zeger Van Noten     | 23       | Student marketing                   | Kickbokser                                | 8*     |

* Einde gehaald

### Afleveringen
| Nr. | Titel | Kijkcijfers (1ste scherm, live+7) | Uitzenddatum     |  |
| --- | ----- | --------------------------------- | ---------------- |  |
| 1 |       | 1.720.162                         | 8 december 2019  |  |
| De kandidaten arriveren in het trainingskamp van de Special Forces. De eerste proeven drukken hen meteen met de neus op de feiten: voor vijf van de vijftien kandidaten stopt Kamp Waes al op dag één. Riet mag niet meer deelnemen aan de krachtproeven nadat ze volledig uitgeput en buiten tijd finishte na de Bergham Run. Bruce, Davide, Feike en Thomas worden geëvalueerd na de krachtproeven en de oriëntatieloop en worden naar huis gestuurd. Proeven: Bergham Run, krachtproef, oriëntatieloop |       |                                   |                  |  |
| 2 |       | 1.717.785                         | 15 december 2019 |  |
| De kandidaten worden onderworpen aan een van de meest gevreesde proeven van de Special Forces: de Milling. Ze moeten het drie minuten volhouden tijdens een gevecht tegen een geoefend MMA'er. Proeven: individuele landnavigatie bij nacht, Milling |       |                                   |                  |  |
| 3 |       | 1.785.370                         | 22 december 2019 |  |
| De durf van de kandidaten wordt op de proef gesteld. Na een uitputtende tactische nachtdropping geven Lotte en Maarten het op omdat ze fysiek op hun tandvlees zitten. Proeven: durfsprong, jacht |       |                                   |                  |  |
| 4 |       | 1.963.202                         | 5 januari 2020   |  |
| Uitputting en slaapgebrek beginnen hun tol te eisen. Na een uitvoerige discussie beslissen de Special Forces om Ouzy naar huis te sturen omdat die niet voldoet aan de hoge eisen en herhaaldelijk in de fout ging. Proeven: observatie, Immediate Action Drills, Devil Run |       |                                   |                  |  |
| 5 |       | 1.949.097                         | 12 januari 2020  |  |
| Dag vijf in Kamp Waes. De zeven resterende kandidaten worden op een verkenningmissie gestuurd om te bewijzen dat ze onder druk kunnen samenwerken. Achteraf worden de kandidaten individueel geëvalueerd, wat voor sommigen zeer confronterend is. Proeven: Eyes on Target, evaluatie |       |                                   |                  |  |
| 6 |       | 1.702.145                         | 19 januari 2020  |  |
| Op dag zes moeten de kandidaten een tactische missie volledig zelfstandig voorbereiden en tot een goed einde brengen. Matthieu is aangeduid als teamleader en Aaron als zijn adjunct. Voor Matthieu wordt dit het einde van Kamp Waes, omdat er getwijfeld wordt aan zijn leidinggevende capaciteiten en het functioneren in teamverband. Proeven: Operatie Asterix |       |                                   |                  |  |
| 7 |       | 1.712.135                         | 26 januari 2020  |  |
| Op de voorlaatste dag van Kamp Waes willen de Special Forces nagaan hoe de kandidaten reageren wanneer ze gevangengenomen worden door een groep terroristen en gedurende twaalf uur hardhandig ondervraagd worden. Proeven: De gijzeling |       |                                   |                  |  |
| 8 |       | 1.740.4353                        | 2 februari 2020  |  |
| Na een loodzware nacht volgt de ontnuchtering voor Aaron. Door zijn te extraverte aanwezigheid moet hij op de laatste dag alsnog Kamp Waes verlaten. Voor de overige vijf kandidaten rest er nog één ultieme test: bewijzen dat ze ook in een echt team van Special Forces kunnen functioneren. Proeven: Deliberate Detention Operation |       |                                   |                  |  |
| 9 |       | 1.593.791                         | 9 februari 2020  |  |
| Tom Waes blikt terug op acht dagen Kamp Waes, met een blik achter de schermen over hoe de Special Forces de selectie precies hebben aangepakt en met nooit eerder vertoonde beelden. |       |                                   |                  |  |

## Seizoen 2
Het tweede seizoen werd vanaf 14 januari 2024 uitgezonden op VRT 1.

### Kandidaten
| Naam              | Leeftijd | Beroep                                      | Extra info                       | # Afl. |
| ----------------- | -------- | ------------------------------------------- | -------------------------------- | ------ |
| Boris Vermeersch  | 29       | Kunstenaar & fotograaf                      |                                  | 4      |
| Dries Borstlap    | 24       | Student robotica & ruimtevaart              | Broer van Kaat                   | 8*     |
| Kaat Borstlap     | 20       | Student bodem, water & atmosfeer            | Jongste deelnemer; zus van Dries | 8*     |
| Emma De Nys       | 26       | Leerkracht lager onderwijs                  |                                  | 3      |
| Youssef Challouki | 28       | Leerkracht secundair onderwijs              | Thaibokser                       | 3      |
| Eva Stassijns     | 25       | Sporttechnisch medewerkster                 | Gewichthefster                   | 1      |
| Jan Syryn         | 52       | IT-consultant                               | Oudste deelnemer                 | 5      |
| Gudrun Hespel     | 31       | Psycholoog, personal trainer, onderneemster |                                  | 4      |
| Ilias Thomas      | 29       | Politiemotard                               |                                  | 1      |
| Jef Geerts        | 26       | Creatief directeur marketingbureau          |                                  | 4      |
| Jolan Strobbe     | 25       | Jongerenbegeleider                          |                                  | 8*     |
| Julien Eggermont  | 23       | Student sportmanagement                     | Rugbyspeler                      | 3      |
| Lode Lemmelijn    | 24       | Kinesitherapeut                             | Indoorroeien                     | 8*     |
| Mohammed Zerri    | 29       | Financieel consultant                       |                                  | 4      |
| Sara De Boey      | 30       | Orthopedisch chirurg in opleiding           |                                  | 8*     |

* Einde gehaald

### Afleveringen
| Nr. | Titel | Kijkcijfers (1ste scherm, live+7) | Uitzenddatum     |  |
| --- | ----- | --------------------------------- | ---------------- |  |
| 1 |       | 1.729.335                         | 14 januari 2024  |  |
| De kandidaten arriveren in Kwartier Cdt de Hemptinne, het trainingskamp van de Special Forces in Heverlee. Voor Ilias en Eva stopt Kamp Waes al na de Bergham Run. Proeven: Bergham Run, hindernissenparcours, oriëntatieloop, theoretische proef |       |                                   |                  |  |
| 2 |       | 1.820.275                         | 21 januari 2024  |  |
| De kandidaten leggen in het midden van de nacht een zwemtest af in de Koninklijke Militaire School te Brussel. Daarna worden ze gedrild door paracommando's in Marche-les-Dames, waar ze onder andere moeten rotsklimmen en een hoogteparcours moeten afleggen. Proeven: zwemtest, rotsklimmen, hoogteparcours |       |                                   |                  |  |
| 3 |       | 1.746.473                         | 28 januari 2024  |  |
| De kandidaten leggen opnieuw een nachtelijke proef af in de volledige duisternis van het Fort van Dave. Julien valt af na een paniekreactie en een omgezwikte enkel. De volgende proef is de Tender Feet, een oriëntatieloop van minimaal 50 kilometer afstand in het midden van de Hoge Venen. Nog voor de nacht valt worden Youssef en Emma uit de opleiding gehaald vanwege een te grote achterstand. Proeven: oriëntatie in volledige duisternis, Tender Feet |       |                                   |                  |  |
| 4 |       | 1.882.703                         | 4 februari 2024  |  |
| De Tender Feet gaat verder. Gudrun moet opgeven na onderkoeling, Jef besluit zelf de handdoek in de ring te werpen en Mo en Boris worden uit de opleiding gehaald vanwege een te grote achterstand. De zes overgebleven deelnemers worden overgeleverd aan de Milling. Ze moeten het drie minuten volhouden tijdens een gevecht tegen een geoefend MMA'er. Proeven: Tender Feet, Milling                                                                          |       |                                   |                  |  |
| 5 |       | 1.885.802                         | 11 februari 2024 |  |
| Elke kandidaat krijgt een functie toegewezen. Zo wordt Kaat teamleider en Jan haar adjunct. De kandidaten worden op een verkenningsmissie gestuurd. Achteraf moeten de kandidaten de anderen individueel evalueren. Jan wordt naar huis gestuurd omdat er getwijfeld wordt aan zijn functioneren in teamverband. Proeven: observatie, evaluatie, Peer Report |       |                                   |                  |  |
| 6 |       | 1.906.221                         | 18 februari 2024 |  |
| De kandidaten krijgen de ultieme proef: operatie Polet Shmelya, ze moeten midden in de nacht 1,5km zwemmen om daarna foto's te nemen van terroristen. Proeven: operatie Polet Shmelya |       |                                   |                  |  |
| 7 |       | 1.966.838                         | 25 februari 2024 |  |
| De kandidaten moeten de terroristen blijven observeren. Kaat en Dries worden gegijzeld. Proeven: operatie Polet Shmelya |       |                                   |                  |  |
| 8 |       | 1.911.846                         | 3 maart 2024     |  |
| Kaat en Dries wordt het vuur aan hun schenen gelegd. De overige kandidaten moeten een bevrijdingsoperatie ondernemen, waarna de groep op tijd op het pick-up-point moet geraken. Alle vijf de kandidaten halen het einde. Proeven: operatie Polet Shmelya |       |                                   |                  |  |

### Spin-offs

#### Kamp Waes Classified
Kamp Waes Classified is een achtdelige online webreeks die op VRT MAX te zien is en een inkijk geeft achter de schermen van de Special Forces, inclusief beelden uit het archief van defensie.
Afleveringen:
1. Je moet leren vluchten wanneer het fout loopt
2. De zwemproef is cruciaal in de opleiding van de Special Forces
3. Honden zijn een absolute meerwaarde in het team
4. Operators kijken het gevaar recht in de ogen
5. Medische training is essentieel bij de Special Forces
6. De Special Forces zijn geen exclusieve mannenclub
7. Observeren is cruciaal om targets uit te schakelen
8. Het gebied rond Elsenborn en de Hoge Venen heeft een symbolische betekenis

#### Basecamp Borstlap
Basecamp Borstlap is een humaninterestprogramma op VRT MAX waarin Dries en Kaat samen met de rest van het gezin Borstlap thuis naar de laatste aflevering van Kamp Waes kijken.